# Agrostis diffusa
Agrostis diffusa é uma espécie de gramínea do gênero Agrostis, pertencente à família Poaceae.